# Neotemnopteryx undarensis
Neotemnopteryx undarensis är en kackerlacksart som beskrevs av Slaney 2000. Neotemnopteryx undarensis ingår i släktet Neotemnopteryx och familjen småkackerlackor. Inga underarter finns listade i Catalogue of Life.